# نور فرغين
نور فرغين (21 سبتمبر 1941 - 18 يناير 2021)، هي عالمة اجتماع تركية. تُعد من أبرز رواد علم الاجتماع في تركيا.
ولدت نور فرغين يوم 21 سبتمبر 1941 في اسطنبول. درست علم الاجتماع في جامعة السوربون في العاصمة الفرنسية باريس، في عام 1973 عادت إلى تركيا، عملت محاضرًا في جامعات مختلفة. وعملت أيضا في مجالات السياسة والهوية وعلم اجتماع الدين. (الدكتورة نور فرغين هي حفيدة نوري كونكر صديق الطفولة لكمال أتاتورك)

## وفاتها
عُثر عليها ميتة في منزلها بإسطنبول يوم 18 يناير 2021 عن عمر يناهز الثمانين عامًا، ودُفنت في مقبرة مركز أفندي.
أقيمت في مقبرة مركز أفندي في 19 كانون الثاني/ يناير 2021، مراسيم جنازة الدكتورة نور فرغين، بحضور الرئيس التركي رجب طيب أردوغان. كما شارك رئيس مجلس الأمة التركي مصطفى شنتوب، ووزير الصحة فخر الدين كوجا.
ألقى الرئيس أردوغان، كلمة بعد أداء صلاة الجنازة، قال فيها: «غفر الله لأستاذتنا، أتمنى أن يكون مكانها الجنة، كانت مميزة بعلمها في علم الاجتماع والسياسة، ولا أنسى كلماتها لي أبدا: (أعتقد أنه لن يكون هناك شخص تركي أكثر بياضا منك، لكنك لن تحارب أبدا التركية البيضاء). وقالت مقولة مهمة (أنا علمانية لكنني معك)».

## من اعمالها
ومن أهم اعمالها:
- «التصنيع والتغيير في المناطق الريفية» (عام 1976).
- «علم الاجتماع السياسي» (عام 1980).
- «لتكن شاهدا على تركيا» (عام 1998).
- «الدين والمجتمع والنظام السياسي» (عام 2002).
- «علم الاجتماع السياسي - تعريفات المفاهيم - المناهج» (عام 2003).